# S Andromedae
La S Andromedae (también denominada SN 1885A) fue una supernova, visible desde la Tierra en 1885. La estrella pertenecía a la galaxia Messier 31 o Andrómeda. También se la conoció con el nombre "Supernova 1885". Es la única supernova vista en la galaxia de Andrómeda, desde que existen registros contrastables.
Fue descubierta el 20 de agosto de 1885 por Ernst Hartwig, que trabaja en el observatorio Dorpat (Tartu), en Estonia. Esto alcanzó la magnitud 6, pero se debilitó hasta la magnitud 16 hacia febrero de 1890.